# ゴルゴノプス亜目
ゴルゴノプス亜目（学名：Gorgonopsia）は、四肢動物上綱 - 単弓綱 - 獣弓目の絶滅分類群の一つ。古生代ペルム紀後期に繁栄し、大型の捕食者を輩出した。

## 進化史
ゴルゴノプス亜目は、中期ペルム紀に現れたとされる。初期のグループは、イヌほどの大きさであった。しかし中期末から後期初頭、アンテオサウルスなど肉食ディノケファルス類の衰退と絶滅に乗じて大型捕食者のニッチを埋めようと大型化の道を歩み、最終的にゴルゴノプス類の姉妹群にあたりライバルであるテロケファルス類を押し退けて頂点捕食者のニッチに上り詰めた。こういった肉食の単弓類同士での交代劇や競争は、ペルム紀中期から後期において、P-T境界の大量絶滅事変が近づく地球環境の相次ぐ激変も相まって、数百万年ごとに繰り返されたことが、単弓類全体の研究から示されている。これによると単弓類の歴史の前半では、おおよそスフェナコドン類、ディノケファルス類、ゴルゴノプス類(獣歯類)の順に頂点捕食者が変遷していったとされる。
身体のサイズはリカエノプスなど大型犬ほどのものからイノストランケビアのようにサイ並に大型化したものもある。こうしてペルム紀後期に繁栄の頂点を迎えたものの、ペルム紀末期の大量絶滅（P-T境界）は生き延びることができなかった。
ゴルゴノプス亜目を含む肉食性単弓類の進化の傾向として、主に四脚の進化(走行性能など)を差し置いて、頭部(殺傷能力や採食方法)を優先的に進化させているとみられている。

## 古生物学

### 頭部
ゴルゴノプス亜目の特徴としてはまず第一に、大型のものでは20センチメートル近くになるその長大な犬歯が挙げられる。この犬歯を納めるために吻部は上下に高さがあるが、それでも大半の属の上顎犬歯は下顎下端近くまで達し、また一部の属では下顎から先が飛び出してしまっている。これを効率的に獲物に打ち込むために顎関節は90度近く開き、筋突起も発達していた。また、もう一方の付着部である側頭窓も眼窩よりも大きくなっていた。更には切歯も発達し、効率よく肉を引き千切ることができた。彼らはこの牙で、植物食性のディノケファルス類やディキノドン類、パレイアサウルス類などを襲い、捕食していたと思われる。
特徴的なサーベル状の犬歯は獲物を殺したり解体する際おおいに役立つと共に、他者へのアピールに使われた可能性も高い。
口蓋歯(口腔の天井に存在する歯)は、より基盤的な獣弓類とされるビアルモスクスと似ていた。

### 四肢
四肢は比較的走行に適した形状となっていたが、上腕骨は水平に近い位置にあり、ワニに似た形態。爬行あるいは中腰での歩行を行っていたと推定される。

## 生理学
体表に関しては、軟組織であるので化石からの推定は難しい。ただし、より古い形質を持つディノケファルス類のエステメノスクスの化石に残されていた皮膚表面には鱗は存在しなかった。また、ゴルゴノプス類の一部の属（レオントケファルスなど）では吻部骨格表面に小さな窪みが多数確認されている。これは、洞毛の痕跡と見られている。しかし、ヒトなど洞毛を持たないものを除くすべての哺乳類は発生段階において洞毛の後に体毛が生じていることから、この段階において体毛を獲得していたとは断定できない。しかし、ペルム紀の獣弓類が「原毛」というべき構造を備えていた可能性が指摘されている。
これらの研究や推測は金子隆一の著書『哺乳類型爬虫類』が詳しい。金子は基盤的単弓類の体毛の有無についての問題に決着をつけるために、後期ペルム紀の肉食動物の糞化石の内容物の調査が求められるとしている。そして同時に金子は、十中八九ゴルゴノプス類のものとされる糞化石（餌食となった生物の骨が噛み砕かれて混ざっているもの）についても言及し、糞の内容物から犠牲者の身元を特定するのは難しいともしていた。
しかし2011年、ゴルゴノプス類のものとされる糞化石の研究報告がなされた。そこからは獲物とされるディキノドン類や爬虫類の骨片、魚類の鱗などが複数見つかっただけに留まらず、何者かの体毛らしき痕跡も発見された。これが正しければ、当時の単弓類の中には既に体毛を持つ種類がいたことになる。

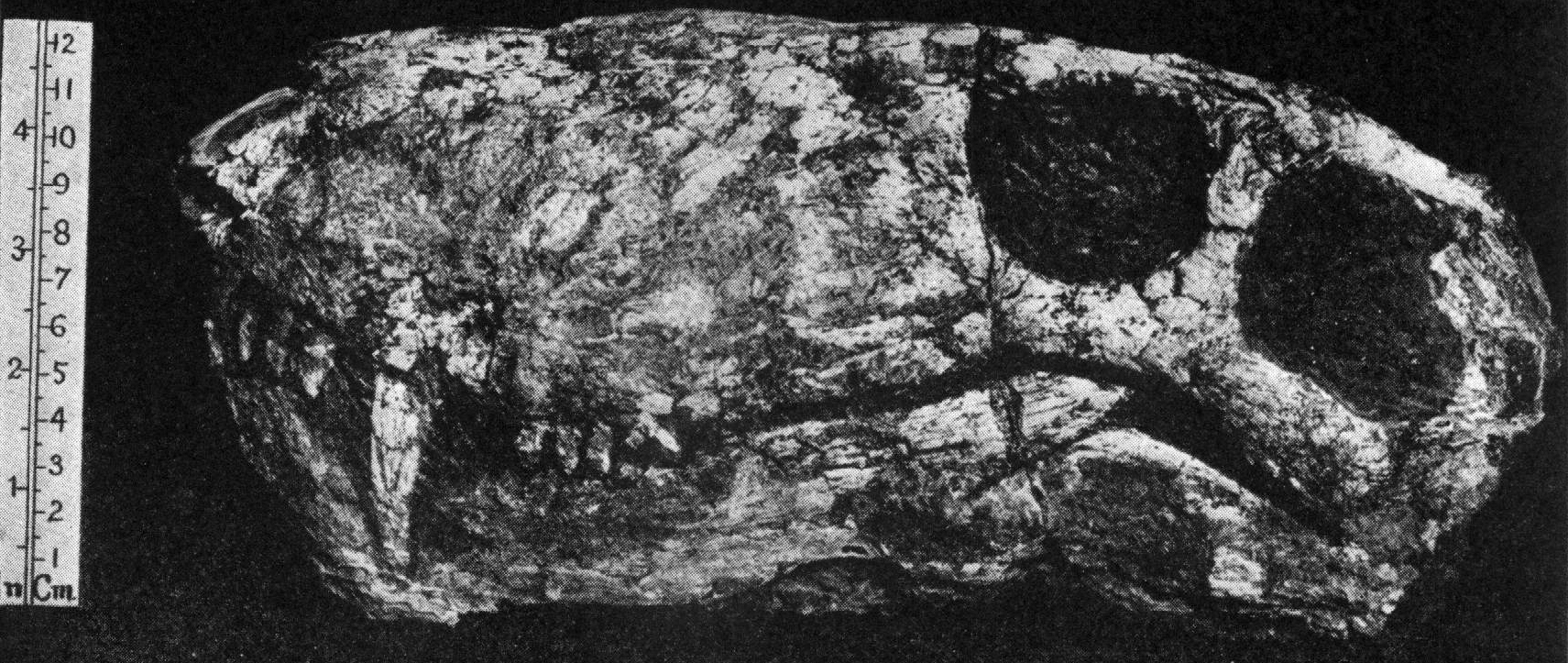
ゴルゴノプス G. whaitsi 頭骨
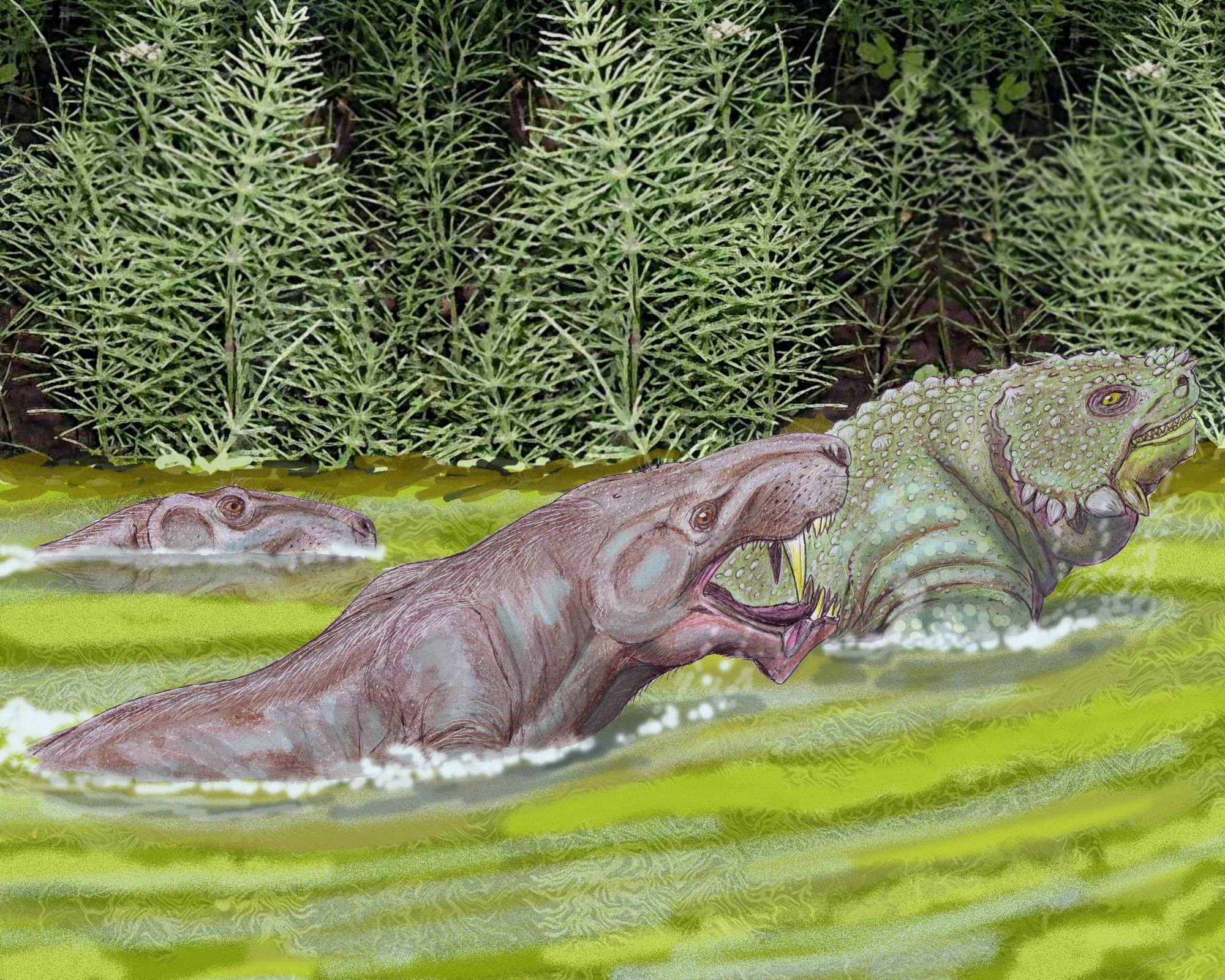
スクトサウルスを襲うイノストランケビア

## 古病理学
当時の最上位捕食者だったと推定されるゴルゴノプス亜目だが、病魔とは無縁ではなかった。ザンビアより報告されたゴルゴノプス亜目の橈骨(腕の骨)には骨膜の炎症が治癒したと見られる痕跡が残されており、しかも治癒は1年足らずで完了したと見られている。この素早い回復力から、すでに彼らが恐竜や哺乳類のような高代謝を獲得していたとも推測されている。

## 食性
本記事においても折に触れて説明してあるが、ゴルゴノプス亜目は正真正銘の肉食動物(強肉食)であり、素早い身のこなし、鋭敏な感覚器、そして発達した切歯と犬歯を駆使することで、一帯の動物の多くを餌食にしていたと考えられている。この内の犬歯は剣歯虎に見られるようなサーベル状(ただし剣歯虎の歯よりは厚みのある構造)になっているため、非常に殺傷能力が高い。こうした重武装は共存していた鎧を持つ大型爬虫類パレイアサウルス類や大型で危険なディキノドン類を仕留めるの役立ったようである。
現在までにゴルゴノプス亜目からは複数の糞化石や胃内容物が発見されている。それらによると確認されているだけでも獲物は、ディキノドン類、爬虫類、魚類といったように大きさや棲家を問わず、そのバリエーションが豊かであったことが示されている。
また捕らえた獲物が小さいと丸呑みにし、大きい場合は何度か咀嚼してから飲み込んだ。だがゴルゴノプス亜目の頬歯(奥歯)は貧弱であり、さらに一部の種では頬歯自体が消失してしまっているため、どれほどの咀嚼機能を担っていたかは未知数である。

## 分布
南アフリカから多数の化石が産出。イノストランケビアなど一部のグループはロシアにも分布を広げていた。当時はパンゲア大陸としてすべての大陸は陸続きであったため、多くの陸生動物が大きな障壁なく大陸の各所に進出できた。ただし西ヨーロッパ、南アメリカ、東南アジアにおいては発見例がない。

## 系統
- 獣弓目 Therapsida
  - 獣歯類 Theriodontia
    - †ゴルゴノプス亜目 Gorgonopsia
    - 真正獣歯類 Eutheriodontia
      - †テロケファルス亜目 Therocephalia
      - キノドン亜目 Cynodontia
        - 哺乳類 Mammalia

### 下位分類

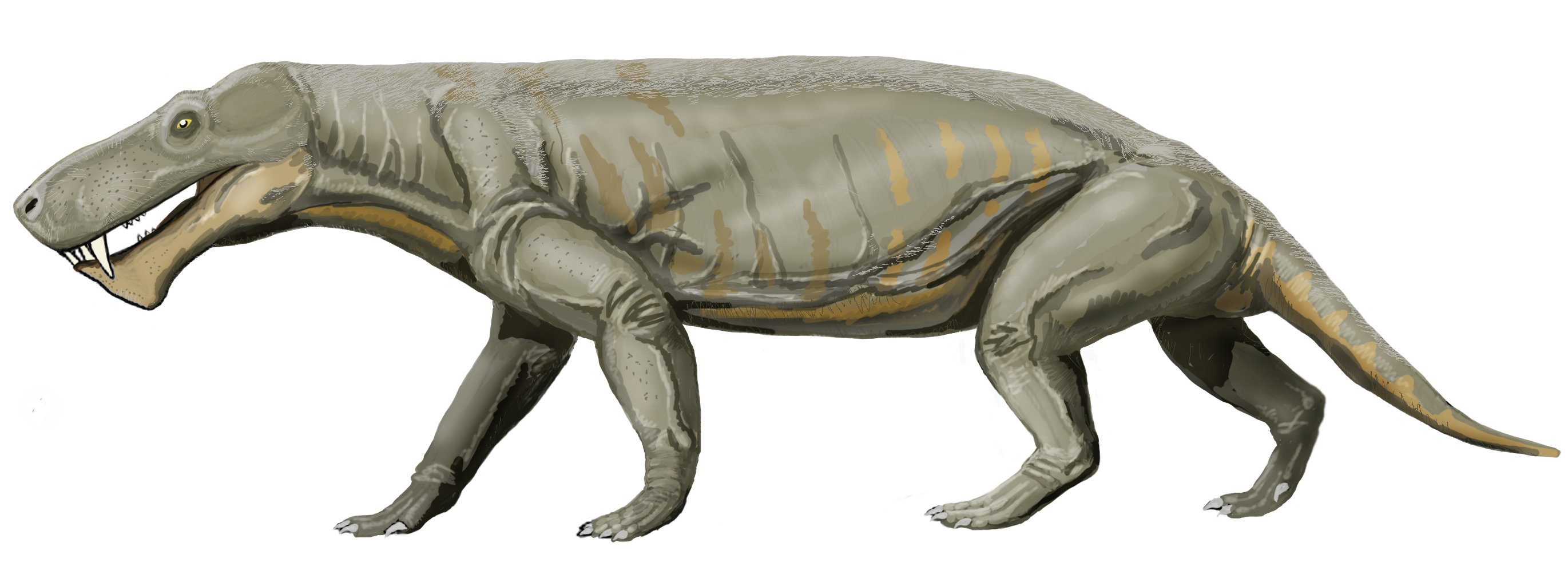
ゴルゴノプス

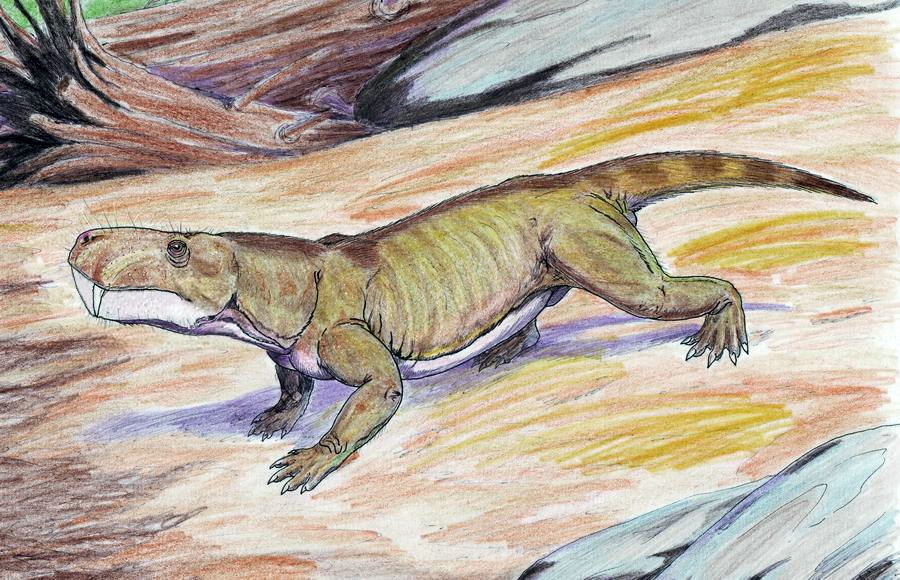
アルクトグナトゥス

以下の分類は全下位分類群を網羅しているわけではない。
- †ゴルゴノプス科 Gorgonopsidae
  - Aloposaurus
  - Arctops
  - Broomisaurus
  - Cephalicustroidus
  - Cerdorhinus
  - Cyanosaurus
  - Cynariops
  - Eoarctops
  - Galesuchus
  - ゴルゴノプス
  - レオントケファルス[13]
  - リカエノプス
  - Paragalerhinus
  - Scylacognathus
  - ゴルゴノプス亜科 Gorgonopsinae
    - サウロクトヌス[12]
    - Scylacops

  - ルビジア亜科 Rubidgeinae
    - アエルログナトゥス
    - Aelurosaurus
    - アルクトグナトゥス = リコサウルス
    - Broomicephalus
    - Clelandina
    - Dinogorgon
    - Niuksenitia
    - Prorubidgea
    - ルビジア
    - Sycosaurus

  - イノストランケビア亜科（英語版） Inostranceviinae
    - Pravoslavleria
    - イノストランケビア